# 나리타 공항역
나리타 공항역(일본어: 成田空港駅)은 일본 지바현 나리타시에 위치한 동일본 여객철도·게이세이 전철의 철도역이다. JR 동일본 나리타선과 게이세이 전철의 본선과 나리타 공항선 등 3개 노선의 종점역이다. 게이세이 전철의 역 번호는 KS 42이며, 단선·섬식의 형태를 합친 3면 5선 구조의 복합 승강장을 갖춘 지하역이다. 나리타 국제공항 제1터미널과 직결되는 역이다. 한국어 등 외국어 안내에는 나리타공항 제1터미널(Narita Airport Terminal 1) 역이라는 표기를 사용하고 있다.

## 타는 곳
| 승강장 | 승강장                                         | 승강장 |
| ------ | ---------------------------------------------- | --- |
| 1 · 2  | ■ 특급 나리타 익스프레스                       | 도쿄 · 시나가와 · 시부야 · 신주쿠 · 요코하마 · 오후나 방면                                                                          |
| 1 · 2  | 나리타선 (요코스카ㆍ소부 쾌속·요코스카선 직통) | 지바 · 후나바시 · 도쿄 · 시나가와 · 요코하마 방면                                                                                   |
| 승강장 |                                                | |
| 4 · 5  | 나리타 스카이액세스 선 (스카이 라이너)         | 닛포리 · 우에노 방면 |
| 2 · 3  | 게이세이 본선                                  | 사쿠라 · 후나바시 · 다카사고 · 닛포리 · 우에노 · 오시아게 · 아사쿠사 · 니시마고메 · 하네다공항 방면 ( 도영 아사쿠사 선 · 게이큐 선) |
| 1      | 나리타 스카이액세스 선 (일반 열차·액세스 특급) | 인바니혼이다이 · 다카사고 · 닛포리 · 우에노 · 오시아게 · 아사쿠사 · 니시마고메 · 하네다공항 방면 ( 도영 아사쿠사 선 · 게이큐 선)    |

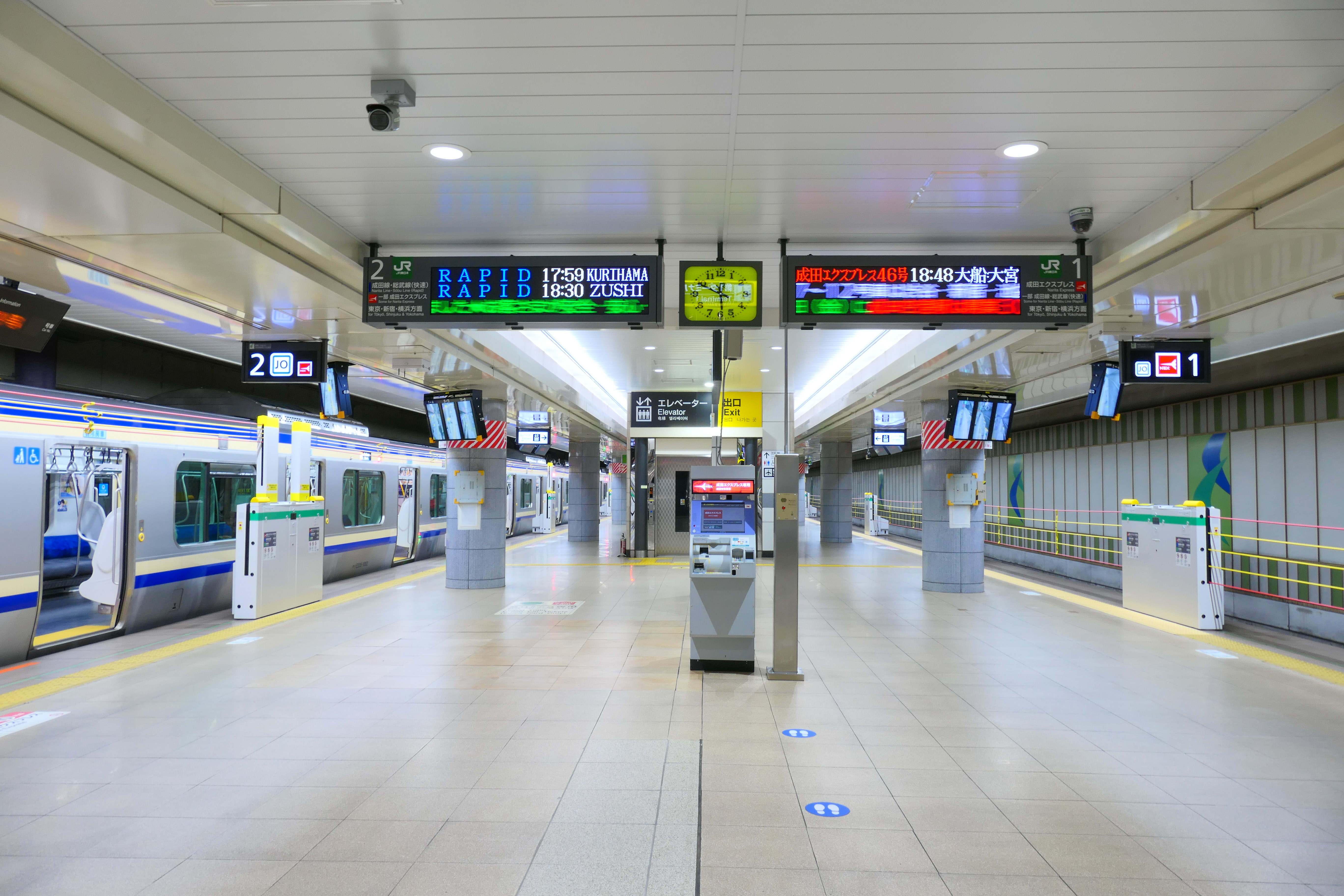
JR 승강장
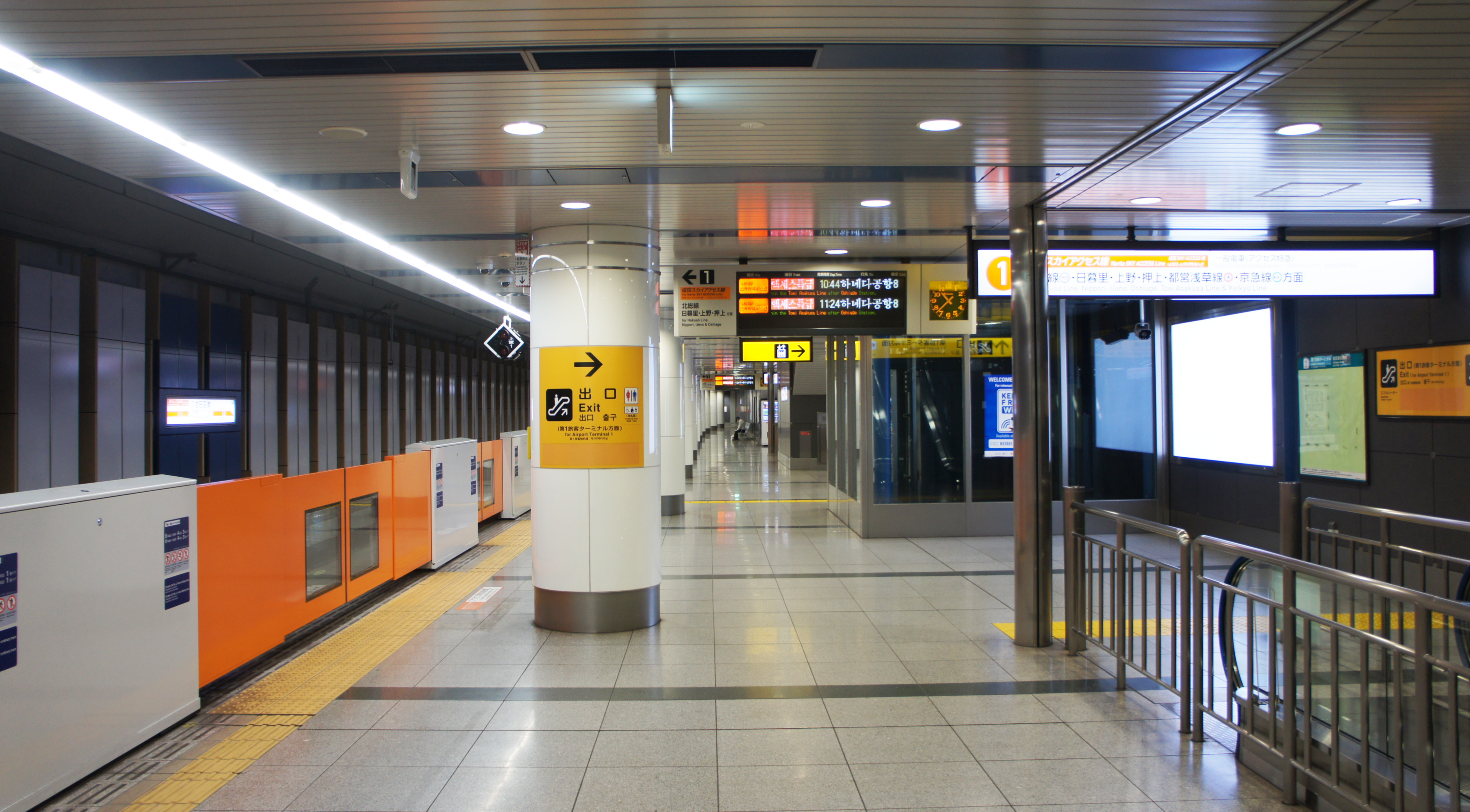
게이세이 1번선 승강장
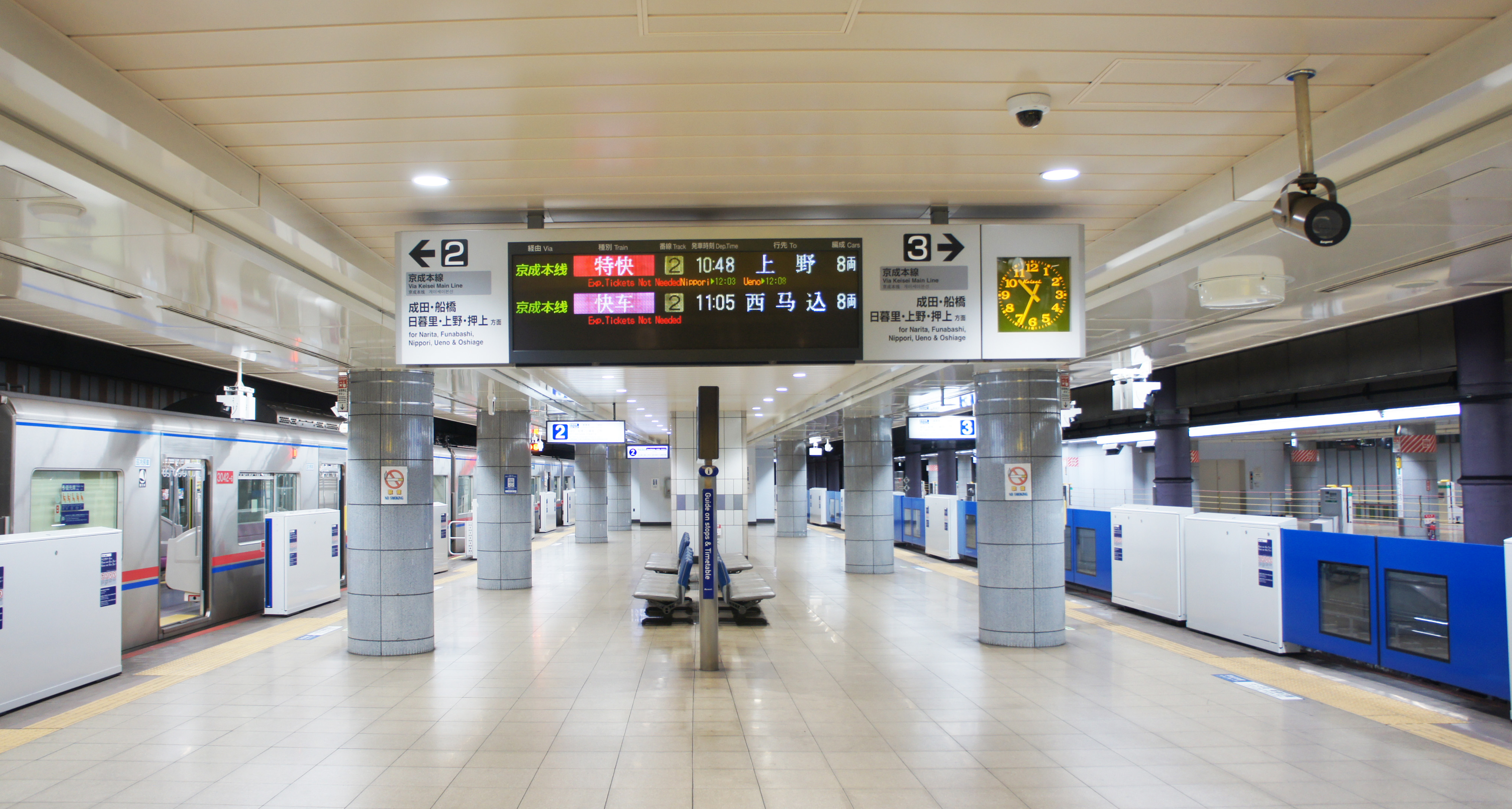
게이세이 2·3번선 승강장
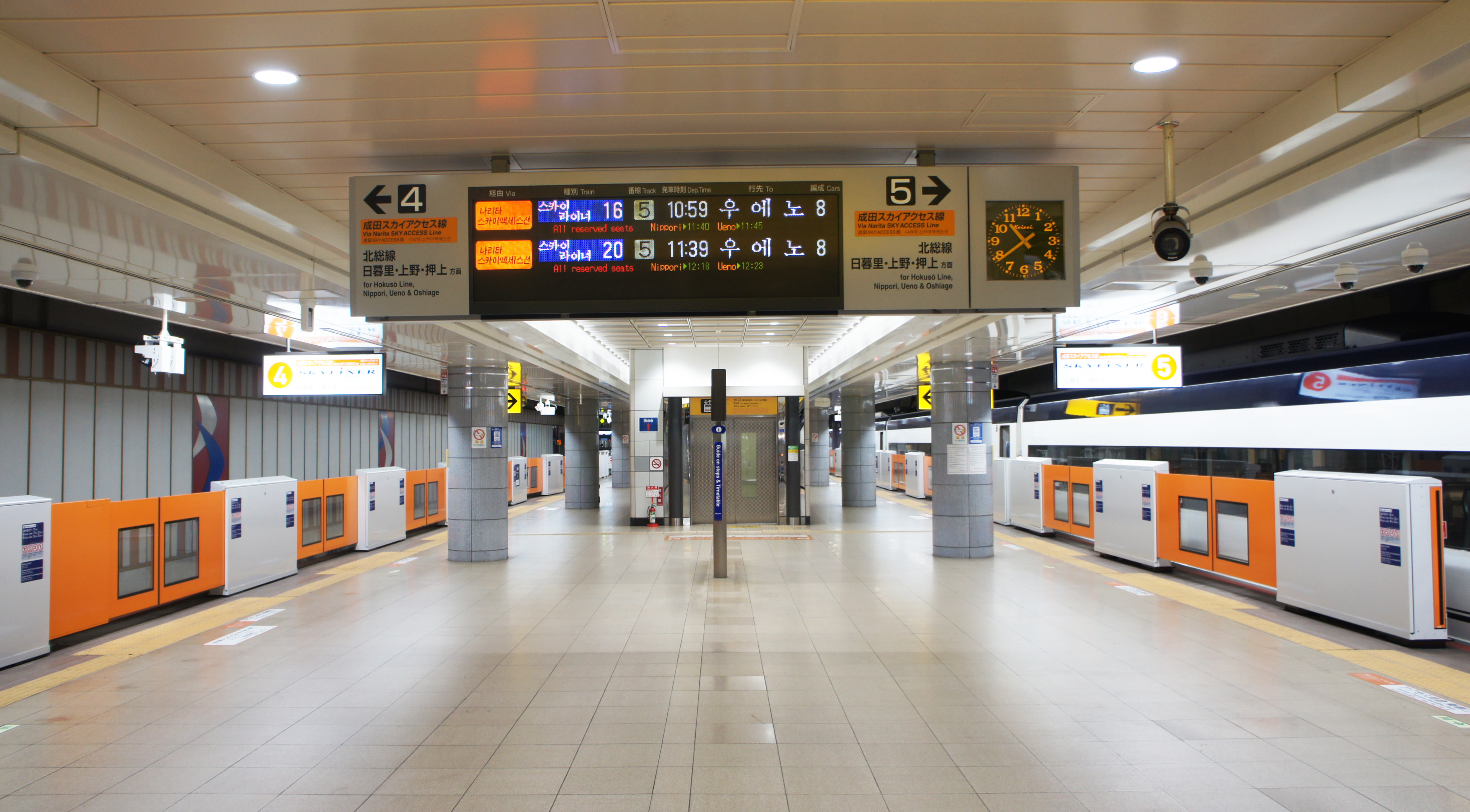
게이세이 4·5번선 승강장

## 이용 현황
| 승차 인원 추이 | 승차 인원 추이 | 승차 인원 추이 | 승차 인원 추이 |
| 연도           | JR 동일본      | 게이세이 전철  | 게이세이 전철  |
| 연도           | 승차 인원      | 하차 인원      | 승차 인원      |
| -------------- | -------------- | -------------- | -------------- |
| 1990년         | 6,648          |                | 8,596          |
| 1991년         | 6,496          |                | 10,094         |
| 1992년         | 6,008          |                | 9,871          |
| 1993년         | 3,885          |                | 6,145          |
| 1994년         | 3,993          |                | 5,765          |
| 1995년         | 4,141          |                | 5,927          |
| 1996년         | 4,250          |                | 6,319          |
| 1997년         | 4,144          |                | 6,204          |
| 1998년         | 3,969          |                | 5,947          |
| 1999년         | 3,623          |                | 5,983          |
| 2000년         | 3,668          |                | 6,118          |
| 2001년         | 3,236          |                | 5,761          |
| 2002년         | 3,342          |                | 5,849          |
| 2003년         | 3,094          | 11,970         | 5,647          |
| 2004년         | 3,564          | 13,246         | 6,293          |
| 2005년         | 3,699          | 13,564         | 6,426          |
| 2006년         | 5,411          | 19,105         | 9,367          |
| 2007년         | 5,734          | 19,772         | 9,729          |
| 2008년         | 5,660          | 20,304         | 10,016         |
| 2009년         | 5,546          | 20,386         | 10,051         |
| 2010년         | 5,844          | 21,758         | 11,488         |
| 2011년         | 5,061          | 20,604         | 9,977          |
| 2012년         | 6,042          | 22,234         | 10,644         |
| 2013년         | 6,586          | 22,877         | 10,924         |
| 2014년         | 6,948          | 21,432         | 10,188         |
| 2015년         | 6,739          | 22,666         |                |
| 2016년         |                | 23,847         |                |

## 역 주변
- 나리타 국제공항

## 인접 역
| 동일본 여객철도 ■ 나리타선                                | 동일본 여객철도 ■ 나리타선  | 동일본 여객철도 ■ 나리타선 |
| --------------------------------------------------------- | --------------------------- | -------------------------- |
| JO 36 공항제2빌딩 도쿄 · 요코하마 · 신주쿠 · 오미야 방면  | 특급 "나리타 익스프레스"    | 시·종착역                  |
| JO 36 공항 제2빌딩 치바 · 도쿄 · 구리하마 방면            | 요코스카・소부 쾌속선       | 시·종착역                  |
| JO 36 공항 제2빌딩 치바 방면                              | 보통                        | 시·종착역                  |
| 게이세이 전철 게이세이 본선                               |                             |                            |
| KS 41 공항 제2빌딩 우에노 방면                            | ● 홈 라이너・이브닝 라이너  | 시·종착역                  |
| KS 41 공항 제2빌딩 우에노 방면                            | ● 쾌속특급 ● 특급 ● 보통    | 시·종착역                  |
| 게이세이 전철 나리타 공항선                               |                             |                            |
| KS 41 공항 제2빌딩 우에노 방면                            | 특급 "스카이라이너"         | 시·종착역                  |
| KS 41 공항 제2빌딩 우에노, 오시아게, 하네다 국제공항 방면 | ●악세스 특급・에어포트 쾌특 | 시·종착역                  |